# Rau (India)
Rau è una suddivisione dell'India, classificata come nagar panchayat, di 20.845 abitanti, situata nel distretto di Indore, nello stato federato del Madhya Pradesh. In base al numero di abitanti la città rientra nella classe III (da 20.000 a 49.999 persone).

## Geografia fisica
La città è situata a 22° 38' 12 N e 75° 48' 56 E.

## Società

### Evoluzione demografica
Al censimento del 2001 la popolazione di Rau assommava a 20.845 persone, delle quali 10.658 maschi e 10.187 femmine. I bambini di età inferiore o uguale ai sei anni assommavano a 3.265, dei quali 1.687 maschi e 1.578 femmine. Infine, coloro che erano in grado di saper almeno leggere e scrivere erano 13.162, dei quali 7.641 maschi e 5.521 femmine.